# Random Access Memories
Random Access Memories é o quarto e último álbum de estúdio da dupla francesa de música eletrônica Daft Punk, lançado em 17 de maio de 2013, pela Columbia Records.
Sendo o primeiro trabalho inédito do grupo desde Human After All (2005), o álbum conta com colaborações de vários artistas, incluindo Nile Rodgers, Paul Williams, Giorgio Moroder, Pharrell Williams, Todd Edwards, DJ Falcon, Panda Bear e Julian Casablancas. O trabalho no álbum começou a ser desenvolvido na mesma época em que a dupla criava a trilha sonora do filme Tron Legacy, em 2010, sem um único plano de como seria estruturado. Pouco depois que a banda assinou contrato com a gravadora Columbia Records, foi iniciado um gradual lançamento promocional do novo álbum, incluindo outdoors, comerciais de televisão e até séries de internet, como The Collaborators.
O disco possui uma forte influência setentista, principalmente no estilo funk, com diversas passagens que lembram o disco Songs in the Key of Life, de Stevie Wonder, e Off the Wall, de Michael Jackson. É perceptível também a forte influência do musico Giorgio Moroder, principalmente na canção Giorgio by Moroder que utiliza a faixa The Chase da trilha sonora de Midnight Express (1978) como base para a canção em tributo ao musico italiano. Ainda, possui uma forte inclinação para o pop, principalmente nas canções com participação de Pharrell Williams. É o álbum com conteúdo mais diverso da dupla, não primando apenas pela musica eletrônica. A recepção crítica foi em maior parte positiva. O álbum teve seu prêmio no Grammy como o melhor do ano de 2013. O disco também atingiu o primeiro lugar de vendas em diversas paradas ao redor do mundo, incluindo a Billboard 200 dos Estados Unidos, sendo esse um feito inédito na carreira do duo. Em 2020, o álbum foi nomeado pela Rolling Stone como um dos "500 Maiores Álbuns de Todos os Tempos", ficando na 295ª posição.

## Antecedentes
Pouco depois de terminar sua turnê Alive 2006/2007, Daft Punk começou a trabalhar em um novo material em 2008, gravando demos por aproximadamente seis meses. Eles ficaram satisfeitos com as composições, mas insatisfeitos com o uso de samples e loops: Como Thomas Bangalter afirmou, "Poderíamos tocar alguns riffs e outras coisas, mas não mantê-los por quatro minutos seguidos". Daft Punk deixou essas demos de lado e começou a trabalhar na trilha sonora do filme Tron: Legacy. que Bangalter descreveu como "muito humilde".
Para esse álbum, Daft Punk decidiu trabalhar extensivamente com músicos ao vivo: "Queríamos fazer o que costumávamos fazer com máquinas e samplers, mas com pessoas." Evitaram o uso de samples, com exceção da faixa de encerramento "Contact".

## Gravação e produção
As gravações ocorreram no Henson Recording Studios, Conway Recording Studios e Capitol Studios na Califórnia, Electric Lady Studios em Nova York e Gang Recording Studio em Paris, França. Tendo trabalhado com o tecladista e arranjador Chris Caswell em Tron: Legacy, a dupla o alistou e se conectou com engenheiros e outros músicos para seu próximo álbum. Daft Punk lembrou que desejava evitar os sons mais compactados das baterias eletrônicas em favor das baterias "abertas" das décadas de 1970 e 80, que a dupla considera a era mais atraente. Bangalter esclareceu que "não é que não possamos fazer coisas com um som futurístico louco, mas queríamos brincar com o passado". A dupla notou que os músicos da sessão estavam entusiasmados em se reunir no contexto do novo álbum e no prestígio percebido das locações de estúdio.
A maior parte das sessões vocais ocorreu em Paris, enquanto as seções rítmicas foram gravadas nos Estados Unidos. O álbum incorpora uma variedade de performances de acompanhamento, incluindo uma seção de sopro, instrumentos de sopro, uma orquestra de cordas e coro. As partes orquestrais em particular foram gravadas para quase todas as faixas, mas foram incluídas apenas em algumas músicas no produto final. O uso de tais performers e locais acarretava um grande gasto financeiro, conforme observado por Bangalter: "Houve uma época em que as pessoas que tinham meios para experimentar faziam isso, sabe? É sobre isso que trata este álbum". Ele estimou um custo de mais de um milhão de dólares, mas sentiu que o número não era importante. Bangalter afirmou que as sessões foram financiadas pelo próprio Daft Punk, o que lhes permitiu o luxo de abandonar o projeto se assim o desejassem. Ele também especificou que "há músicas no álbum que chegaram a cinco estúdios ao longo de dois anos e meio".
Daft Punk fez este álbum com a colaboração do escritor e cantor Paul Williams e com o guitarrista da banda Chic, o aclamado produtor Nile Rodgers. Williams mencionou essa colaboração em duas entrevistas, que o projeto estaria em produção desde 2010. Durante uma entrevista com Rodgers, ele disse que se encontraria com a dupla para discutir o próximo álbum. O cantor e compositor Nile Rodgers possui uma participação especial no álbum, tocando guitarra em "Get Lucky".

## Composição
Bangalter descreveu o título do álbum como encapsulando o interesse de Daft Punk no passado, referindo-se tanto à tecnologia de memória de acesso aleatório quanto à experiência humana: "Estávamos traçando um paralelo entre o cérebro e o disco rígido - a maneira aleatória como as memórias são armazenadas". Daft Punk sentiu que, embora a tecnologia atual permita uma capacidade ilimitada de armazenar material gravado, o conteúdo produzido por artistas contemporâneos diminuiu em qualidade. Seu objetivo era, portanto, maximizar o potencial de armazenamento infinito, registrando uma grande quantidade de elementos. A dupla apontou o processo como uma inspiração adicional para o título do álbum, na medida em que buscavam fazer conexões fora da série aleatória de ideias.

## Recepção
| Críticas profissionais | Críticas profissionais |
| Pontuações agregadas   | Pontuações agregadas   |
| Fonte                  | Avaliação              |
| ---------------------- | ---------------------- |
| Metacritic             | 87/100                 |
| Avaliações da crítica  |                        |
| Fonte                  | Avaliação              |
| AllMusic               | [ 17 ]                 |
| The A.V. Club          | B+                     |
| Entertainment Weekly   | A                      |
| The Guardian           | [ 20 ]                 |
| NME                    | 10/10                  |
| Pitchfork Media        | 8.8/10                 |
| Rolling Stone          | [ 23 ]                 |
| Spin                   | 8/10                   |

Random Access Memories foi amplamente aclamado pela crítica. No Metacritic, que atribui uma classificação média ponderada de 100 às resenhas dos críticos convencionais, o álbum obteve uma pontuação média de 87, com base em 47 resenhas. O álbum teve pontuação mais alta do que qualquer outro álbum da dupla.
A revista Q se referiu ao disco como "por alguma margem o melhor álbum do Daft Punk em uma carreira que já redefiniu a dance music pelo menos duas vezes. É, em suma, uma explosão mental". O The Independent afirmou: "Random Access Memories dá vida à música segura que domina as paradas de hoje, com sua ambição absoluta ... É uma jornada emocionante e que, apesar de todas as voltas musicais, tem os pés plantados na pista de dança". Melissa Maerz da Entertainment Weekly chamou-o de "um álbum de fones de ouvido em uma era de singles de rádio; uma bravura ao vivo que se destaca contra o girar de botões pro forma; um ataque jazzístico da batida house básica; uma colaboração completa em um momento em que o superstar DJ está sozinho". Ela concluiu sua análise dizendo que "se a EDM está transformando humanos em robôs, Daft Punk está trabalhando duro para fazer o robô pop parecer humano novamente".
Random Access Memories venceu o Grammy Awards 2014 nas três categorias a que foi indicado: "Álbum do Ano", "Melhor Álbum de Dance/Eletrônica" e "Melhor Produção de Álbum, não clássico", enquanto seu primeiro single, "Get Lucky", com Pharrell Williams, llevou a melhor nas categorias "Gravação do Ano" e "Melhor Performance de pop em duo ou grupo".

## Desempenho comercial
Random Access Memories estreou na primeira posição na parada de álbuns da França, com vendas de 195.013 cópias na primeira semana, sendo o primeiro trabalho do duo a atingir a ponta das tabelas em seu país de origem. O álbum também estreou em primeiro lugar no Reino unido, tendo vendido 165.091 cópias na semana de lançamento no país. O mesmo desempenho se repetiu nos Estados Unidos, com o álbum tendo liderado a Billboard 200, vendendo 339.000 cópias em sua semana de estreia.

## Lista de faixas
Todas as faixas produzidas por Thomas Bangalter e Guy-Manuel de Homem-Christo.
| Random Access Memories – Edição padrão |                                                           |                                                                                        |         |  |
| N.º                                    | Título                                                    | Compositor(es)                                                                         | Duração |  |
| 1.                                     | "Give Life Back to Music"                                 | Thomas Bangalter Guy-Manuel de Homem-Christo Paul Jackson, Jr. Nile Rodgers            | 4:35    |  |
| 2.                                     | "The Game of Love"                                        | Bangalter de Homem-Christo                                                             | 5:22    |  |
| 3.                                     | "Giorgio by Moroder"                                      | Bangalter de Homem-Christo Giovanni "Giorgio" Moroder                                  | 9:04    |  |
| 4.                                     | "Within"                                                  | Bangalter Jason "Chilly Gonzales" Beck de Homem-Christo                                | 3:48    |  |
| 5.                                     | "Instant Crush" (com part. de Julian Casablancas)         | Bangalter Julian Casablancas de Homem-Christo                                          | 5:37    |  |
| 6.                                     | "Lose Yourself to Dance" (com part. de Pharrell Williams) | Bangalter de Homem-Christo Rodgers Pharrell Williams                                   | 5:53    |  |
| 7.                                     | "Touch" (com part. de Paul Williams)                      | Bangalter Christopher Paul Caswell de Homem-Christo Paul Williams Jr.                  | 8:18    |  |
| 8.                                     | "Get Lucky" (com part. de Pharrell Williams)              | Bangalter de Homem-Christo Rodgers Pharrell Williams                                   | 6:07    |  |
| 9.                                     | "Beyond"                                                  | Bangalter Caswell de Homem-Christo Paul Williams Jr.                                   | 4:50    |  |
| 10.                                    | "Motherboard"                                             | Bangalter de Homem-Christo                                                             | 5:41    |  |
| 11.                                    | "Fragments of Time" (com part. de Todd Edwards)           | Bangalter de Homem-Christo Todd Imperatrice                                            | 4:39    |  |
| 12.                                    | "Doin' It Right" (com part. de Panda Bear)                | Bangalter de Homem-Christo Noah Lennox                                                 | 4:11    |  |
| 13.                                    | "Contact"                                                 | Bangalter de Homem-Christo Stéphane Quême Garth Porter Tony Mitchell Daryl Braithwaite | 6:23    |  |
| Duração total:                         | Duração total:                                            | Duração total:                                                                         | 74:30   |  |

| Random Access Memories – Faixa bônus da edição japonesa |                |                            |         |  |
| N.º                                                     | Título         | Compositor(es)             | Duração |  |
| 14.                                                     | "Horizon"      | Bangalter de Homem-Christo | 4:24    |  |
| Duração total:                                          | Duração total: | Duração total:             | 78:54   |  |

| Random Access Memories – Faixas bônus do box deluxe |                               |                                                      |         |  |
| N.º                                                 | Título                        | Compositor(es)                                       | Duração |  |
| 14.                                                 | "Horizon"                     | Bangalter de Homem-Christo                           | 4:24    |  |
| 15.                                                 | "Get Lucky" (Daft Punk Remix) | Bangalter de Homem-Christo Rodgers Pharrell Williams | 10:33   |  |
| Duração total:                                      | Duração total:                | Duração total:                                       | 89:27   |  |

Notas
- "Contact" contém uma amostra de "We Ride Tonight", escrita por Garth Porter, Tony Mitchell e Daryl Braithwaite, e interpretada por The Sherbs; e um trecho da missão Apollo 17, realizada por Eugene Cernan, cortesia da NASA.[34]

## Desempenho nas paradas
| Paradas (2013)                                         | Melhor posição |
| ------------------------------------------------------ | -------------- |
| Alemanha (Offizielle Top 100)                          | 1              |
| Austrália (ARIA Charts)                                | 1              |
| Austrália (ARIA Dance Albums)                          | 1              |
| Áustria (Ö3 Austria Top 40)                            | 1              |
| Bélgica (Ultratop 50 Flandres)                         | 1              |
| Bélgica (Ultratop 40 Valônia)                          | 1              |
| Canadá (Canadian Albums Chart)                         | 1              |
| Coreia do Sul (Gaon Album Chart)                       | 5              |
| Croácia (HDU International Albums)                     | 1              |
| Dinamarca (Hitlisten)                                  | 1              |
| Escócia (Scottish Albums Chart)                        | 1              |
| Espanha (PROMUSICAE)                                   | 1              |
| Estados Unidos (Billboard 200)                         | 1              |
| Estados Unidos (Billboard Top Dance/Electronic Albums) | 1              |
| Estônia (Raadio 2)                                     | 4              |
| Finlândia (IFPI)                                       | 1              |
| França (SNEP)                                          | 1              |
| Grécia (IFPI)                                          | 3              |
| Holanda (Mega Charts)                                  | 2              |
| Hungria (MAHASZ)                                       | 1              |
| Irlanda (IRMA)                                         | 1              |
| Itália (FIMI)                                          | 1              |
| Japão (Oricon)                                         | 3              |
| México (AMPROFON)                                      | 1              |
| Noruega (VG-lista)                                     | 1              |
| Nova Zelândia (RMNZ)                                   | 1              |
| Polônia (ZPAV)                                         | 4              |
| Portugal (AFP)                                         | 1              |
| Reino Unido (UK Albums Chart)                          | 1              |
| República Tcheca (ČNS IFPI)                            | 1              |
| Suécia (Sverigetopplistan)                             | 2              |
| Suíça (Schweizer Hitparade)                            | 1              |

| Paradas (2013)                                         | Posição |
| ------------------------------------------------------ | ------- |
| Alemanha (Offizielle Top 100)                          | 22      |
| Argentina (CAPIF)                                      | 22      |
| Austrália (ARIA Charts)                                | 5       |
| Austrália (ARIA Dance Albums)                          | 1       |
| Áustria (Ö3 Austria Top 40)                            | 17      |
| Bélgica (Ultratop 50 Flandres)                         | 3       |
| Bélgica (Ultratop 40 Valônia)                          | 4       |
| Canadá (Canadian Albums Chart)                         | 12      |
| Coreia do Sul (Gaon Album Chart)                       | 7       |
| Dinamarca (Hitlisten)                                  | 16      |
| Espanha (PROMUSICAE)                                   | 31      |
| Estados Unidos (Billboard 200)                         | 19      |
| Estados Unidos (Billboard Top Dance/Electronic Albums) | 1       |
| França (SNEP)                                          | 2       |
| Holanda (Mega Charts)                                  | 11      |
| Hungria (MAHASZ)                                       | 66      |
| Irlanda (IRMA)                                         | 11      |
| Itália (FIMI)                                          | 17      |
| Japão (Oricon)                                         | 76      |
| México (AMPROFON)                                      | 6       |
| Nova Zelândia (RMNZ)                                   | 20      |
| Polônia (ZPAV)                                         | 13      |
| Reino Unido (UK Albums Chart)                          | 16      |
| Suécia (Sverigetopplistan)                             | 18      |
| Suíça (Schweizer Hitparade)                            | 2       |

## Certificações
| País                  | Certificação     | Vendas     |
| --------------------- | ---------------- | ---------- |
| Alemanha (BVMI)       | 3× Ouro          | 300.000+   |
| Austrália (ARIA)      | 2× Platina       | 70.000+    |
| Áustria (IFPI)        | 2× Platina       | 30.000+    |
| Bélgica (BEA)         | Platina          | 30.000+    |
| Canadá (Music Canada) | 3× Platina       | 240.000+   |
| Dinamarca (IFPI)      | 2× Platina       | 40.000+    |
| Espanha (PROMUSICAE)  | Ouro             | 20,000+    |
| Estados Unidos (RIAA) | 2× Platina       | 2.000.000+ |
| Finlândia (IFPI)      | Ouro             | 17.178     |
| França (SNEP)         | 2× Diamante      | 1.000.000+ |
| Irlanda (IRMA)        | Platina          | 15.000+    |
| Itália (FIMI)         | 3× Platina       | 150.000+   |
| Japão (RIAJ)          | Ouro             | 100.000+   |
| México (AMPROFON)     | 4× Platina+ Ouro | 270.000+   |
| Nova Zelândia (RMNZ)  | 2× Platina       | 30,000+    |
| Polônia (ZPAV)        | 2× Platina       | 40.000+    |
| Portugal (AFP)        | Platina          | 15.000+    |
| Reino Unido (BPI)     | 2× Platina       | 600,000+   |
| Suécia (GLF)          | Platina          | 40.000+    |
| Suíça (IFPI)          | Platina          | 20.000+    |